# すきゃんだる♥4
『すきゃんだる♥4』（すきゃんだるフォー）は、さこう栄による日本の漫画作品。
『なかよし』（講談社）にて1983年4月号から1983年7月号まで連載された。

## 書誌情報
- すきゃんだる♥4 発売日： 1983/8/6 ISBN 978-4061084445.
  - おっとどっ恋 ヨーイドン！